# Reumert (Theaterpreis)/Bester Regisseur
Reumert: Bester Regisseur (Årets Instruktør)
Gewinner und Nominierte in der Kategorie Bester Regisseur (Årets Instruktør) seit der ersten Verleihung im Jahr 1999. Unter drei Nominierten wird ein Preisträger ausgezeichnet, der mit bis zu drei Inszenierungen nominiert werden kann. Rekordpreisträger ist mit drei Auszeichnungen Peter Langdal, gefolgt von Madeleine Røn Juul und Elisa Kragerup, mit jeweils zwei Auszeichnungen. Der deutsche Regisseur Michael Thalheimer wurde 2012 für seine Inszenierung Gengangere nominiert.

## 1990er-Jahre
| Jahr | Preisträger        | Theaterstück  | Nominierungen                                                                                |
| 1999 | Madeleine Røn Juul | Personkreds 3 | Kasper Holten für Trold kan Tæmmes sowie Romeo und Julia Alexa Ther für Shopping and Fucking |

## 2000er-Jahre
| Jahr | Preisträger            | Theaterstück                                            | Nominierungen |
| 2000 | Peter Langdal          | København                                               | Jan Maagaard für Sælsomt Mellemspil Staffan Valdemar Holm für Don Carlos                                                   |
| 2001 | Kasper Holten          | Hamlet                                                  | Lasse Dehle für Nicholas Nickleby Jens August Wille für Blasted                                                            |
| 2002 | Peter Langdal          | Når vi døde vågner                                      | Geir Sveaass für Jean de France Jens Albinus für Udvidelsen af kampzonen                                                   |
| 2003 | Staffan Valdemar Holm  | Antikrist Kabale og Kærlighed                           | Mikala Bjarnov Lage für Kiss me, Kate Peter Langdal für Misantropen                                                        |
| 2004 | Alexa Ther             | På den 2. side Antigone Sting                           | Peter Langdal für Dødsdansen sowie Sommergæste Alexander Mørk-Eidem für Flugt                                              |
| 2005 | Peter Langdal          | Demokrati                                               | Runar Hodne für Anna Karenina Katrine Wiedemann für Pinocchios aske                                                        |
| 2006 | Katrine Wiedemann      | Havfruen Den kaukasiske kridtcirkel                     | Klaus Hoffmeyer für Pinocchios Aske Martin Lyngbo für Forstad sowie Mungo Park – manden bag navnet                         |
| 2007 | Kamilla Wargo Brekling | Om et øjeblik                                           | Katrine Wiedemann für Faust Rolf Heim für Nick Cave Teaterkoncerten                                                        |
| 2008 | Klaus Hoffmeyer        | 12 møder med et vidunderbarn                            | Christoffer Berdal für Erasmus, I Toscana sowie Gregersen Sagaen Katrine Wiedemann für Et Drømmespil                       |
| 2009 | Jacob F. Schokking     | Ansigtet mod væggen Mand møder kvinde: teori og praksis | Ulla Gottlieb für Blodbadets Gud Tue Biering für Pretty Woman A/S sowie Kosmisk frygt eller den dag Prad Pitt fik paranoia |

## 2010er Jahre
| Jahr | Preisträger        | Theaterstück                                    | Nominierungen                                                                                     |
| 2010 | Rune David Grue    | Pornografi Forbrændt Ulysses von Ithacia        | Staffan Valdemar Holm für Richard III. Tue Biering für Fremtidens Historie sowie Historien om alt |
| 2011 | Elisa Kragerup     | Den unge Werthers lidelser Hvid Magi            | Rolf Alme für Hjem til jul Catherine Poher für Elskende                                           |
| 2012 | Elisa Kragerup     | Det gode menneske fra Sezuan Sonetter           | Michael Thalheimer für Gengangere Thomas Bendixen für Den gyldne Drage                            |
| 2013 | Minna Johannesson  | Anne Linnet Teaterkoncert – Jeg er jo lige her  | Therese Willstedt für Røverne Marc van der Velden für Peer Gynt                                   |
| 2014 | Madeleine Røn Juul | Fruentimmerskolen Jeg hedder Bente Hotel Nelson | Petrea Søe für Manden uden fortid Morten Kirkskov für Indenfor murene                             |